# Crossy Road
Crossy Road é um jogo para celular lançado no dia 20 de Novembro de 2014, desenvolvido pela Hipster Whale e pelos desenvolvedores Andy Sum, Matt Hall, e Ben Weatherall. O nome e conceito do jogo foi baseado na piada ''Porque a Galinha atravessou a Rua?''.